# Петроглифи монголског Алтаја
Петроглифи монголског Алтаја је праисторијски археолошки локалитет у монголском делу планинског масива Алтајске планине које је најпознатије по петроглифима и надгробним споменицима (кургани, хумци, менхири, кромлекси, олтари) који сведоче о развоју културе у Монголији у раздобљу од 12,000 година. Због тога су комплекси петроглифа монголског Алтаја уписани на УНЕСКО-в Списак места Светске баштине у Азији и Аустралазији 2011. године.
Најстарији петроглифи потичу из неолита (11,000—6,000. п. н. е.) када је ово подручје било под густом шумом и дом за хиљаде ловаца на крупну дивљач. Каснији петроглифи приказују прелаз на сточарство као доминантни начин живота, а најкаснији, у 1. миленијуму п. н. е., прелаз на коњанички начин живота, раздобље Скитске културе, и касније раздобље Туркијских народа (7. и 8. в.). Из последњег раздобља сачувани су и неки клански симболи (тамга) и натписи у монголском писму.
Ове резбарије доприносе значајно разумевању праисторијских заједница северне Азије.